# Таныкпаева, Алия Аманжоловна
Алия Аманжоловна Таныкпаева (Aliya Tanykpayeva, Aliya Tanikpaeva) — казахстанская артистка балета, магистр искусств, прима-балерина Венской оперы, первая солистка Цюрихского балета, «Этуаль балета» Венгерского государственного оперного театра. Лучшая классическая балерина Венгрии 2015 и 2018 года. Заслуженный деятель Казахстана. В 2021 году награждена «Венгерским орденом Заслуг» (2021).

## Биография
Родилась 21 октября 1981 в городе Аркалык в Казахстане в семье железнодорожника Аманжола Кыздаркеевича Таныкпаева и медицинской сестры Умыт Даировны Таныкпаевой. В 1991 году поступила в Алматинское хореографическое училище имени А. Селезнева. После окончания училища (класс педагога И. Гуляевой) в 1999 году была принята в труппу «Молодой балет» Булата Аюханова, где исполняла сольные партии. В 2001 году после участия в Международном московском конкурсе артистов балета и хореографов была приглашена в Имперский Русский Балет под руководством Г. Таранды, где стала ведущей балериной труппы. Репетировала с народной артисткой РСФСР Г. А. Шляпиной, А. И. Бондаренко, Е. В. Аксеновой.

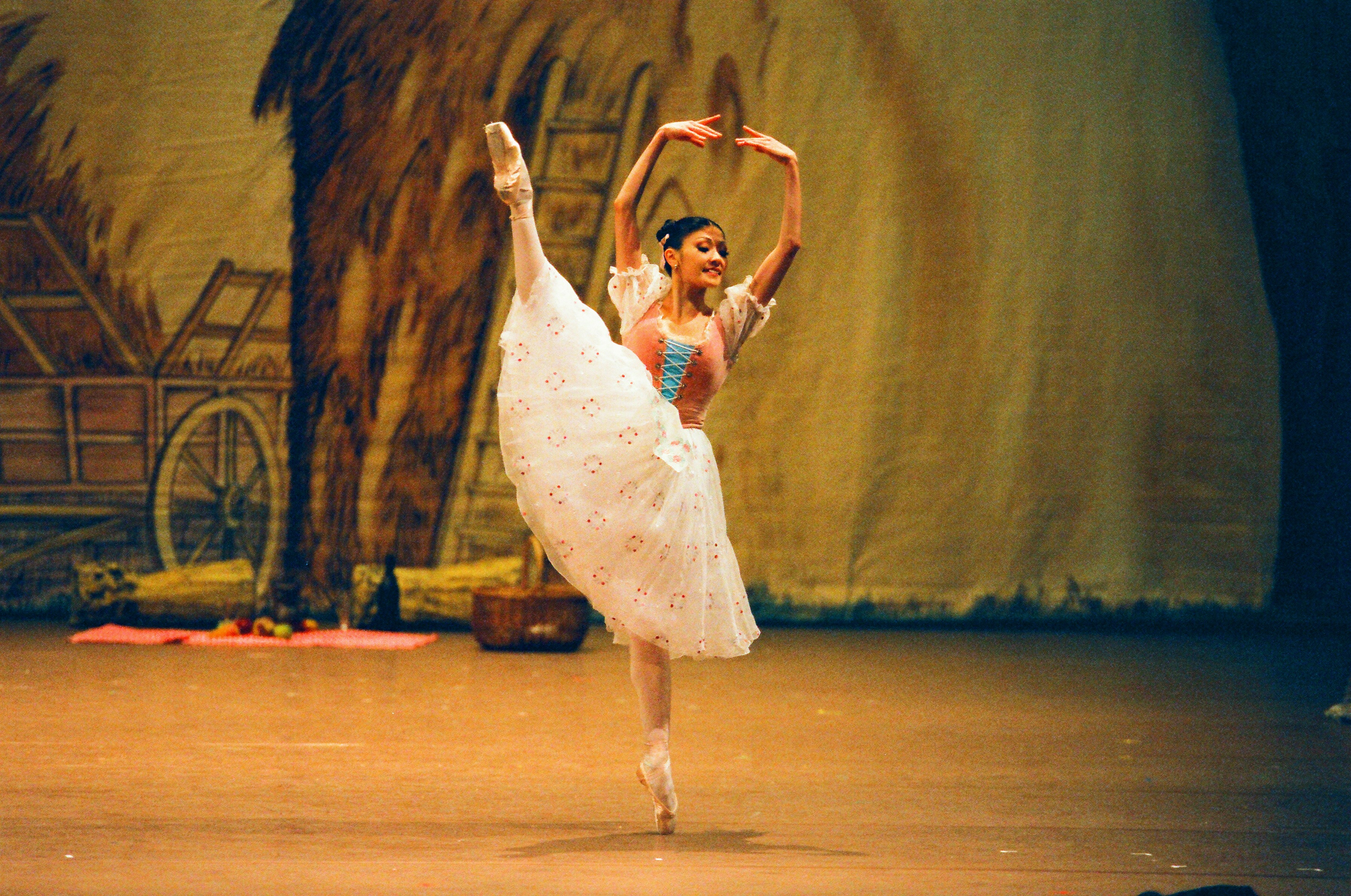

В 2005 году была приглашена в Венский оперный театр на позицию первой солистки. В Вене за период с 2005 по 2009 год в статусе примы-балерины Алия Таныкпаева исполнила главные партии в 12 спектаклях, которые готовила с такими педагогами-балетмейстерами как Шандор Немети, Ангела Ковеси, Марта Метцгер, Альберт Мирзоян, Француа Лесаж, Владимир Малахов, Алис Нески и другими.
В 2009 году художественный руководитель и хореограф Цюрихского балета Хайнс Шперли (Heinz Spoerli) приглашает танцовщицу в свою балетную труппу. С 2009 по 2011 год, прима-балерина Цюрихского оперного театра Алия Таныкпаева солирует в 8 спектаклях, из которых три: «Интимные письма», «Раймонда» и «Жар-птица» были поставлены специально под неё. В Цюрихе балерина работала с такими балетмейстерами как Крис Йенсен, Жан -Франсуа Боиснон, Франсуа Петит. В ежегодном обзоре критиков журнала «Tanz», публикуемом в Theaterverlag Friedrich Berlin, Алия Таныкпаева признана «Tаnzerin des Jahres» — лучшей балериной 2010 года.
В 2011 году Алия Таныкпаева приняла приглашение Тамаша Соломоси стать первой солисткой балета Венгерского государственного оперного театра. С 2011 года и по сегодняшний день, она — прима-балерина Венгерского государственного оперного театра, где дважды удостаивалась звания «Этуаль» (2013 г., 2017 г.) и становилась «Лучшей классической балериной Венгрии» (2015 г., 2018 г.). В её репертуаре, исполнение главных партий в 23 балетных спектаклях, а также работа со многими выдающимися венгерскими и европейскими балетмейстерами. В 2021 году Алия Таныкпаева была удостоена государственной награды Венгрии — «Серебряного креста Венгерского ордена Заслуг».

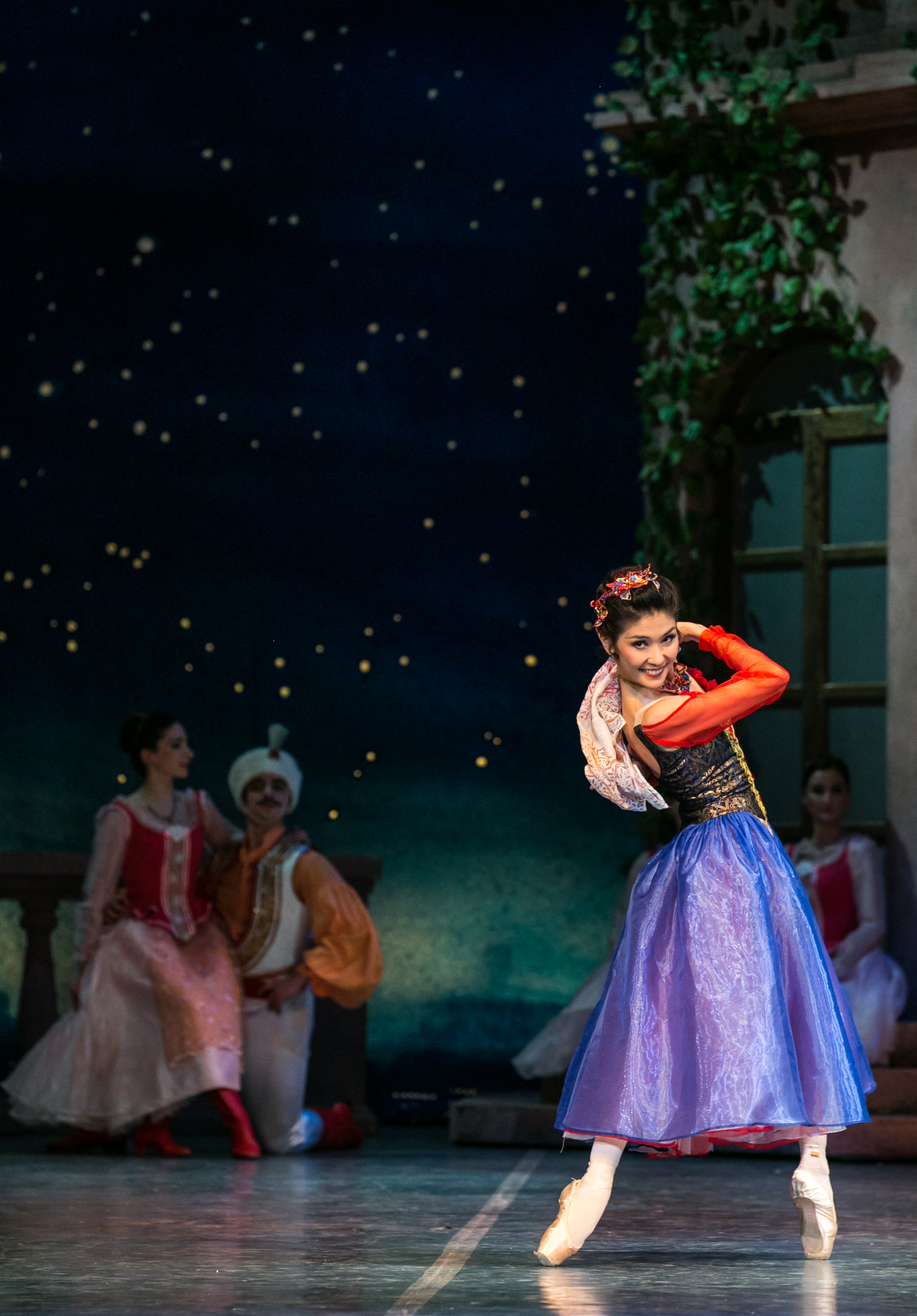
Алия Таныкпаева в балете «Веселая вдова».

Танец Алии Таныкпаевой отличает легкость восприятия, необыкновенная выразительность рук и убедительное актёрское мастерство. Она неоднократно выступала на сценах крупнейших театров мира как с балетом Венгерского театра, так и самостоятельно. В 2006 и 2016 году балерина приняла участие в Гала Концерте «Роберто Болле, и его друзья» вместе с такими звездами классического балета как Лючия Лакарра, Полина Семионова, Роберто Болле, Алина Кожахару, Симона Ножа и другими.
В 2009 году балерина была приглашена в состав жюри международного конкурса балета «Гранд-при» Киев, участвовала в фестивалях балетного искусства имени Рудольфа Нуреева (Россия), "Eurasian Dance (Казахстан) и многих других хореографических проектах мирового уровня.
Алия Таныкпаева снялась в роли Галины Улановой в британском сериале «The Crown»4 («Корона»), участвовала в фотосессиях для модных журналов, в том числе, ЕLLE Венгрия, пробует себя в литературном жанре. В 2012 году Алия Таныкпаева защитила магистерскую диссертацию на тему «Проблемы адаптации отечественной балетной школы к системе западноевропейского хореографического искусства»6. В настоящее время вместе с мужем Дмитрием Тимофеевым — премьером балета Венгерского государственного оперного театра создает уникальную комплексную программу для развития функциональных и артистических качеств артистов балета.

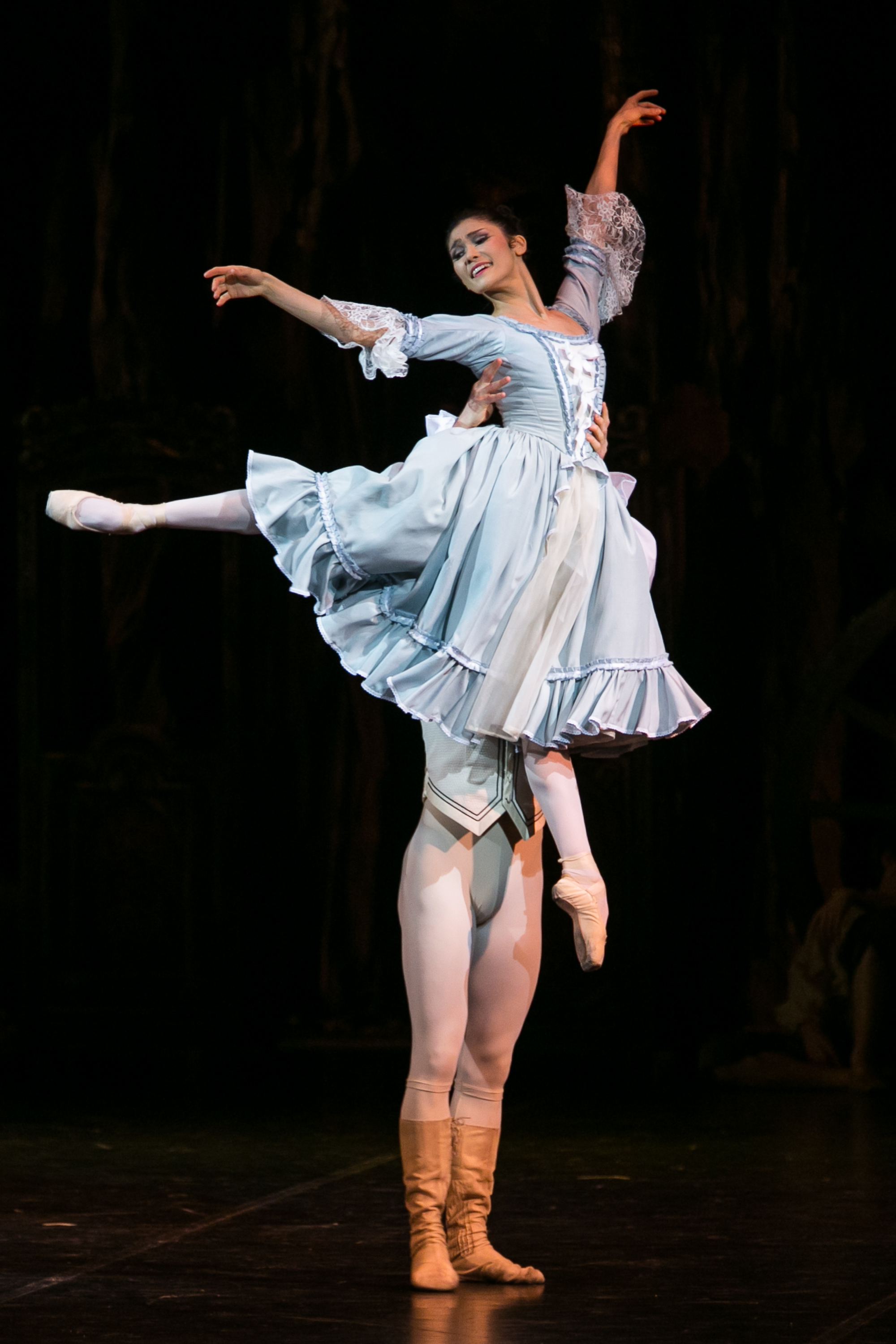
Алия Таныкпаева в балете «Манон»

Про балерину Алию Таныкпаеву при поддержке Министерства Культуры Казахстана снят документальный фильм «Жизнь на кончиках пальцев».

## Личная жизнь
С 2018 года замужем за Дмитрием Тимофеевым — премьером балета Венгерского государственного оперного театра. («Этуаль» сезона 2018/2019 Венгерского государственного оперного театра). Дети: сын — Сулейман, дочь — Алиша.

## Награды и звания
- Люксембургский международный конкурс артистов балета — Гран-при (2003 г.)
- Пермский международный конкурс артистов балета — III премия (2004 г.)
- «Балерина Года» Цюрихского оперного театра (2010).
- По версии авторитетного немецкого журнала «TANZ» признана Tаnzerin des Jahres — лучшей балериной года в 2010 году.
- «Этуаль» сезонов 2013/2014 Венгерского государственного оперного театра.
- «Этуаль» сезонов 2017/2018 Венгерского государственного оперного театра.
- Лучшая классическая балерина Венгрии 2015 года
- Лучшая классическая балерина Венгрии 2018 года
- Заслуженный деятель Казахстана (2010 г.).
- «Серебряный крест Венгерского ордена Заслуг»(Magyar Érdemrend) 2021 г.)

## Репертуар
Имперский Русский Балет
- «Щелкунчик» (Петипа, Таранда, Чайковский) — Маша
- «Лебединое озеро» (Петипа,Таранда,Чайковский) — Одетта — Одиллия
- «Спящая красавица» (Петипа/ Чайковский) — Аврора
- «Ромео и Джульетта» (Лавровский/ Прокофьев) — Джульетта
- «Дон Кихот» (Петипа,Таранда/Минкус) — Китри
- «Вальпургиева ночь» (Гуно) — Вакханка

Венская государственная опера
- «Жизель» (Чернышова, Коралли, Перрот, Петипа, Адан) — Жизель
- «Коппелия» (Хоронгозо, Делиб, Кенесси) — Сванильда
- «Петит морт» (Килиан, Моцарт)
- «Онегин» (Кранко, Чайковский, Штольц) — Татьяна
- «Тщетная предосторожность» (Аштон, Хейрольд) — Лиза
- «Манон» (Макмиллан, Массне) — Манон
- «Щелкунчик» (Хоронгозо, Вайнонен, Чайковский) — Маша
- «Глоу стоп» (Йорма Ело, Моцарт, Гласс)
- «Щелкунчик» (Занелла, Чайковский) — Маша
- «Как вам это нравится» (Ноймайер, Моцарт) — Фибия
- «Лебединое озеро» (Нуреев, Петипа, Иванов) — Одетта — Одиллия
- «Спящая красавица» (Питер Райд, Петипа, Чайковский) — Аврора
- «Баядерка» (Петипа, Малахов, Минкус) — Никия

Фестиваль Нуреева в Казани 2009 год
- «Коппелия» (Яковлев, Делиб) — Сванильда

Цюрихский оперный театр
- «Интимные письма» (Шперли, Яночек) — Камилла
- «Раймонда» (Шперли, Петипа, Глазунов) — Раймонда
- «Жар- птица» (Шперли, Стравинский) — Жар-птица
- «Золотые вариации» (Шперли, Бах)
- «Ноктюрн» (Шперли, Шопен)
- «Чело» (Шперли, Бах)
- «Развращение мечты» (Шперли, Скрябин)
- Лебединое озеро (Петипа, Шперли, Чайковский) — Одетта — Одиллия

Венгерский государственный оперный театр
- «Онегин» (Кранко/Чайковский, Штольц) — Татьяна
- «Щелкунчик» (Вайнонен, Чайковский) — Маша
- «Щелкунчик» (Енглинг, Соломоши, Чайковский) — Клара
- «Дон Кихот» (Петипа, Хоронгозо, Минкус) — Китри
- «Дон Кихот» (Петипа, Мессерер, Минкус) — Китри
- «Унесённые ветром» (Партай, Дворжик) — Скарлетт
- «Анна Каренина» (Партай, Чайковский) — Анна Каренина
- «Золотая кисть» (Партай, Лист, Вагнер, Берлиоз) — Свен
- «Жизель» (Коралли, Лавровский, Адан) — Жизель
- «Сильфида» (Гельгуд, Тальонни, Левенсхольд) — Сильфида
- «Весёлая вдова» (Хинд, Лехар) — Анна Охай
- «Манон» (Макмиллан, Массне) — Манон
- «Лебединое озеро» (Дэнсиг, Чайковский) — Одетта, Одиллия
- «Лауренсия» (Мессерер, Крейн) — Лауренсия
- «Ромео и Джульетта» (Шереги, Прокофьев) — Джульетта
- «Спартак» (Шереги, Хачатурян) — Флавия — возлюбленная Спартака
- «Спящая красавица» (Петипа, Райт, Чайковский) — Аврора
- «Тема с вариациями» (Баланчин, Чайковский) — Балерина
- «Карамазовы» (Эйфман, Рахманинов) — Катерина
- «Три гносианы» (Ханс ван Манен, Сати) — Солистка
- «Бахчисарайский фонтан» (Захаров, Асафьев) — Зарема
- «Чёрный торт» (Ханс ван Манен, Чайковский, Массне, Стравинский)
- «Маленькая смерть» (Килиан, Моцарт)